# Chlamydia pecorum
Chlamydia o Chlamydophila pecorum es una especie de Chlamydiaceae, que es aislada solo en mamíferos:  vacuno, ovino, cabra (rumiantes); koala (marsupiales), y en cerdo.   Las diferentes razas de C. pecorum son serológicamente y patogénicamente diversas.
En el koala, C. pecorum causa enfermedades  urinarias, de la reproducción, e infertilidad.  En otros animales, C. pecorum ha sido asociado con aborto, conjuntivitis, encefalomielitis, enteritis, neumonía, y poliartritis.